# Arkadia w Poznaniu
Arkadia – reprezentacyjny budynek w Poznaniu, zlokalizowany przy Placu Wolności. 

## Charakterystyka
Budynek, wzniesiony w latach 1802–1804 według projektu Davida Gilly'ego, pełnił pierwotnie rolę teatru miejskiego z salą na około 800 miejsc. Już od momentu swojego powstania był w tej roli przestarzały (brakowało m.in. ogrzewania), zatem niewielu widzów przychodziło na przedstawienia. Umożliwiło to wystawienie kilku sztuk w języku polskim (ostatnim polskim przedstawieniem w budynku był "Mazepa" Juliusza Słowackiego 17 maja 1874, później przedstawienia odbywały się w Teatrze Polskim). 
Obecny gmach powstał w 1879 i do momentu wybudowania Opery w Poznaniu w 1913 odbywały się tu jedynie przedstawienia niemieckojęzyczne. 

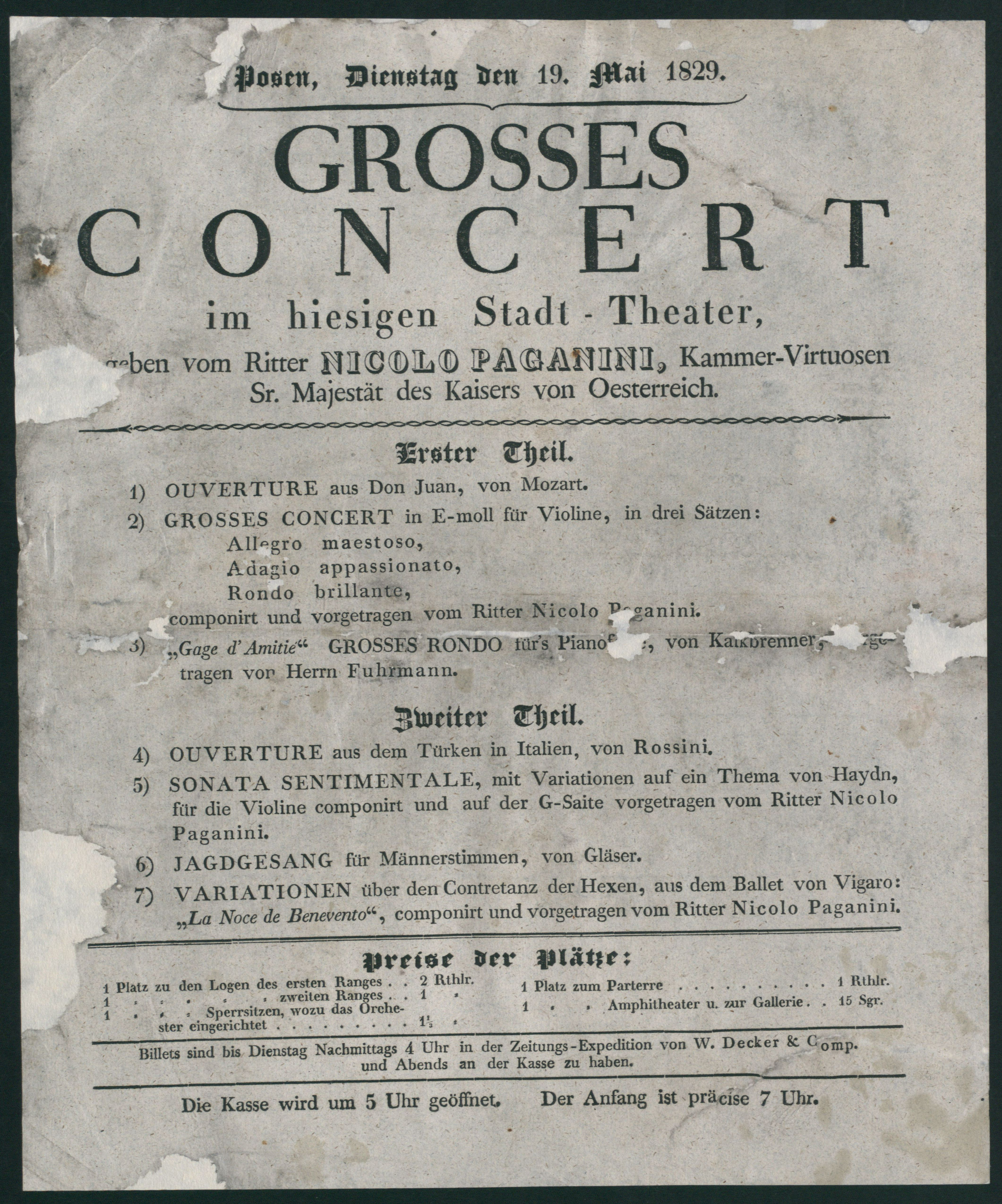
Afisz z programem koncertu Paganiniego w Poznaniu w 1829 (ze zbiorów Archiwum Państwowego w Poznaniu)

Gmach przebudowywano w 1896 i 1911. Do tego czasu gościli w nim m.in. Ferenc Liszt i Niccolò Paganini. Następnie budynek pełnił funkcję kawiarni. Przed Arkadią, od strony placu Wolności, stał do 1919 okazały pomnik nachodzki.
27 grudnia 1918 przed budynkiem Arkadii, podczas szturmu na zlokalizowane naprzeciw prezydium policji pruskiej, zginął pierwszy w Poznaniu powstaniec wielkopolski – Franciszek Ratajczak. 
W latach 1927–1939 znajdowało się tu studio rozgłośni Polskiego Radia. Po drugiej wojnie budynek stał się siedzibą działalności handlowej i gastronomicznej. Pod koniec XX wieku istniało w nim kasyno gry. Od 1992 teatralne tradycje budynku podtrzymuje działający tu Teatr Ósmego Dnia. Na parterze budynku znajduje się główny salon Empiku, Centrum Informacji Kulturalnej, a na piętrze – Wydawnictwo Miejskie Posnania, Fundacja Świętego Benedykta i sale Szkoły Języków Obcych „Empik”.